# Flughafen Dschalal-Abad

i7
i11
i13
Der Flughafen Dschalal-Abad (kirgisisch Жалал-Абад аэропорту, russisch Джалал-Абадский аэропорт, ICAO-Code: UAFJ, RU-LID: ДЖБ) ist ein Flughafen, der die drittgrößte Stadt Kirgisistans, Dschalal-Abad, bedient. Die Fläche des Flughafengrundstücks beträgt 78 Hektar. Es fliegen zweimal wöchentlich Flugzeuge der Avia Traffic Company von und nach Bischkek.

## Geschichte
Der Flughafen existierte spätestens seit 1938 als kleiner Flugplatz am Rand der damals kleinen Provinzstadt Dschalal-Abad. Der kirgisische Präsident Sadyr Dschaparow äußerte 2022 die Absicht, die Flughäfen Osch und Dschalal-Abad zu verlegen. Das ehemalige Flughafenland würde für neue Wohngebiete verwendet werden, die neuen Flughäfen sollen für internationale Flüge zugelassen sein. Der neue Flughafen soll mit Hilfe türkischer Investoren errichtet werden. Zur Auswahl stehen zwei Grundstücke, eines im Rajon Susak und eines im Rajon Nooken.

## Zwischenfälle
- Am 15. September 1989 hatte eine Jakowlew Jak-40 der sowjetischen Aeroflot (Luftfahrzeugkennzeichen CCCP-87391) eine harte Landung. Das Flugzeug landete mit hoher Geschwindigkeit, sprang dreimal hoch und wurde irreparabel beschädigt. Die 30 Insassen überlebten den Unfall.[8]
- Am 14. April 1998 kam es mit einer Jakowlew Jak-40 der Kyrgyzstan Airlines (EX-87529) zu einem Totalschaden, als das Flugzeug bei der Landung über das Landebahnende hinausschoss. Die 25 Insassen überlebten den Unfall.[9]